# Benjamin Lhande
Pour les articles homonymes, voir Lhande.
Pas d'image ? Cliquez ici

a Compétitions nationales et continentales officielles uniquement.

Dernière mise à jour le 25 mars 2022.
Benjamin Lhande, né le 29 mars 1977 à Pau (Pyrénées-Atlantiques), est un joueur français de rugby à XV qui évolue au poste d'ailier. 

## Biographie

### Jeunesse et formation
Benjamin Lhande a grandi dans une famille profondément enracinée dans le rugby. Son père, Nino Lhande, est un ailier de la Section Paloise et a remporté le Bouclier de Brennus en Championnat de France de rugby à XV 1963-1964. Cette victoire historique a marqué la famille, et Benjamin a toujours eu pour objectif de suivre les traces de son père.
Il débute le rugby à XV à Aramits, en Vallée de Barétous, fied de la famille Lhande, avant de rejoindre le Football Club oloronais en catégorie minimes. Doué dans plusieurs disciplines, Benjamin Lhande  excelle également en athlétisme, notamment dans le lancer de javelot, où il atteint un record de 59,80 mètres en cadet, se classant parmi les dix meilleurs Français. Sous l'œil attentif de son père, qui possédait une salle de musculation à Oloron-Sainte-Marie, Benjamin Lhande se forge un physique puissant et explosif, parfait pour le poste d'ailier. 

### Carrière en club
Benjamin Lhande commence sa carrière professionnelle en 1996 avec la Section Paloise. Remarqué au sein des équipes de jeunes, il fait ses débuts en équipe première grâce à des blessures de joueurs cadres comme Philippe Bernat-Salles, Jean-Marc Souverbie et Sébastien Claverie. Il se révèle en inscrivant un quadruplé en octobre 1996 face aux Borders en Heineken Cup.
La saison suivante, le 1er mars 1998, lors d'un match de championnat contre Montpellier comptant pour la treizième journée du Championnat de France de rugby à XV 1997-1998 en Poule 2, Benjamin Lhande inscrit cinq essais, établissant ainsi un record à ce moment-là. Pensionnaire au lycée agricole Adriana de Tarbes, il est alors séléctionné en équipe de France des moins de 21 ans.
Cependant, malgré ces débuts prometteurs, il ne parvient pas à s’imposer durablement dans l’équipe, ce qui le pousse à répondre favorablement à l’appel de l'US Colomiers en 1998.
Avec Colomiers, Benjamin connaît certaines des meilleures années de sa carrière. Il atteint la finale de la Coupe d'Europe en 1999. Trente-six ans après son père, Lhande dispute une finale du Championnat de France, perdue avec Colomiers en 2000. Durant ses cinq années au club, Benjamin inscrit 30 points en 44 matchs de championnat.
En 2003, il rejoint le Castres olympique, où il continue d'afficher une belle régularité en marquant 30 points en 30 matchs. Il remporte le Challenge Sud-Radio en 2003, ajoutant un nouveau titre à son palmarès.
Par la suite, en 2005, il rejoint l'Aviron Bayonnais, club avec lequel il dispute plus de 80 matchs en Top 14 sur quatre saisons. Il y devient un joueur incontournable, marquant 60 points et participant activement au parcours de l’équipe en Challenge européen.
Après une saison au Stade niortais en 2009, où il continue à évoluer en Fédérale 1, Benjamin termine sa carrière professionnelle au Stade hendayais en Fédérale 2, où il reste un joueur influent jusqu'à sa retraite en 2013.

## Palmarès
- US Colomiers
  - Finaliste de la Coupe d'Europe en 1999
  - Finaliste du Championnat de France en 2000

- Castres olympique
  - Vainqueur du Challenge Sud-Radio en 2003